# Prémio LeYa
O Prémio LeYa ou Prémio LeYa de Romance, criado em 2008 por iniciativa do grupo editorial LeYa, é um prêmio literário que tem como objetivo estimular a produção de obras inéditas de autores de língua portuguesa e galardoa, todos os anos, uma obra original de ficção literária na área do romance que não tenha sido anteriormente premiada.
É um dos poucos prêmios literários que visam abranger toda a lusofonia, tal como o Prêmio Oceanos e o Prémio Internacional Pena de Ouro. Destaca-se pela sua alta recompensa em dinheiro, já chegando a conceder o valor de cem mil euros para o autor da obra vencedora.

## Regulamento
As obras enviadas devem ser inéditas e assinadas com o pseudónimo do autor e enviadas em suporte digital e físico - papel formato A4 - junto com outras informações acerca do escritor, clarificadas no regulamento do referido concurso. Após o prazo máximo estabelecido para o envio de originais um júri escolhido pelo grupo editorial LeYa, constituído por, pelo menos, sete destacadas figuras do mundo literário e cultural da língua portuguesa, analisará todas as obras e escolherá aquela que considerar melhor, fundamentando sempre a escolha feita. Caso o júri considere que nenhuma obra tem qualidade poderá escolher não atribuir o prémio, como aconteceu em 2010, em 2016 e em 2019.
O vencedor receberá a quantia de cem mil euros (100 000 €) e a publicação do seu original, seja diretamente pelo grupo editorial LeYa, seja através de uma das suas editoras, sendo posteriormente distribuído em todos os países de língua portuguesa. Em contrapartida, o autor da obra premiada cede à LeYa o direito exclusivo de o explorar comercialmente sob todas as formas e em todas as modalidades pelo mundo inteiro.

## Vencedores
As obras premiadas pelo Prémio LeYa desde 2008 foram as seguintes:
| Ano  | Obra                       | Autor                    | País          | Referências |
| ---- | -------------------------- | ------------------------ | ------------- | ----------- |
| 2008 | O Rastro do Jaguar         | Murilo Carvalho          | Brasil        | [ 5 ]       |
| 2009 | O Olho de Hertzog          | João Paulo Borges Coelho | Moçambique    | [ 6 ]       |
| 2010 | Não atribuído              | Não atribuído            | Não atribuído | [ 3 ]       |
| 2011 | O Teu Rosto Será o Último  | João Ricardo Pedro       | Portugal      | [ 7 ]       |
| 2012 | Debaixo de Algum Céu       | Nuno Camarneiro          | Portugal      | [ 8 ]       |
| 2013 | Uma Outra Voz              | Gabriela Ruivo Trindade  | Portugal      | [ 9 ]       |
| 2014 | O Meu Irmão                | Afonso Reis Cabral       | Portugal      | [ 10 ]      |
| 2015 | O Coro dos Defuntos        | António Tavares          | Portugal      | [ 11 ]      |
| 2016 | Não atribuído              | Não atribuído            | Não atribuído | [ 4 ]       |
| 2017 | Os Loucos da Rua Mazur     | João Pinto Coelho        | Portugal      | [ 12 ]      |
| 2018 | Torto Arado                | Itamar Vieira Junior     | Brasil        | [ 13 ]      |
| 2019 | Não atribuído              | Não atribuído            | Não atribuído | [ 14 ]      |
| 2020 | Adiado                     | Adiado                   | Adiado        | [ 15 ]      |
| 2021 | As Pessoas Invisíveis      | José Carlos Barros       | Portugal      | [ 16 ]      |
| 2022 | A Arte de Driblar Destinos | Celso José da Costa      | Brasil        | [ 17 ]      |
| 2023 | Não Há Pássaros Aqui       | Victor Vidal             | Brasil        | [ 18 ]      |
| 2024 | Pés de Barro               | Nuno Duarte              | Portugal      | [ 19 ]      |

Seguem informações sobre cada obra vencedora:
- Prêmio LeYa 2008: o jornalista Murilo Antônio de Carvalho conta a história do também jornalista Pereira e o indígena Pierre em O Rastro do Jaguar, seu primeiro romance. Sob o contexto da Guerra do Paraguai, os dois vão para a França para revisitarem suas memórias e descobrirem suas raízes, desencadeando um choque de cultura e explicitando a relação entre os países europeus e suas antigas colônias.
- Prêmio LeYa 2009: O Olho de Hertzog, contado pelo historiador João Paulo Borges Coelho, permeia o fim da Grande Guerra, em que um oficial alemão possui a tarefa de se juntar ao contingente de um general. Com conflitos com os exércitos inglês e português, além de doenças como a malária, o alemão se torna uma personagem enigmática, com uma missão misteriosa para ser cumprida.
- Prêmio LeYa 2011: De João Ricardo Pedro, seu primeiro romance, O Teu Rosto Será O Último relata episódios, em princípio, independentes entre si, com o contexto da Revolução de 1974, retratando a ditadura e a repressão polícia.
- Prêmio LeYa 2012: O físico e professor Nuno Camarneiro descreve um prédio próximo a praia onde homens, mulheres e crianças procuram paz, música ou até mesmo um deus. Retrata-se a busca por redenção de cada um.
- Prêmio LeYa 2013: A primeira mulher a vencer tal prêmio, Gabriela Ruivo Trindade, relata histórias de cinco mulheres que se cruzam, culminando num diário que foi recuperado muitos anos depois. Ela explora uma rede de complementaridade, favorecendo diversas perspectivas em Uma Outra Voz.
- Prêmio LeYa 2014: Atualmente, o mais jovem vencedor, Afonso Reis Cabral fala sobre uma relação entre dois irmãos, um deficiente. Com sentimento e retrato social objetivo, O Meu Irmão foi o vencedor do prêmio em 2014.
- Prêmio LeYa 2015: António Tavares Festas retrata um mundo rural português, em que os habitantes são alheios aos avanços do mundo. Com a chegada da televisão, as personagens de O Coro dos Defuntos passam a ter conhecimento do mundo, mas não são capazes de compreendê-lo.
- Prêmio LeYa 2017: Um livreiro cego que pede às mulheres para que leiam na cama é o protagonista de Os Loucos da Rua Mazur. A narrativa se desenrola quando o personagem de João Pinto Coelho recebe uma visita de um amigo de infância, agora um célebre escritor, de quem se separou durante a Segunda Guerra Mundial.
- Prêmio LeYa 2018: A história das descendentes de escravos Bibiana e Belonísia, Torto Arado, tornou-se um símbolo contra a desigualdade presente no Brasil. O livro de Itamar Vieira Junior foi traduzido para 15 idiomas.
- Prêmio LeYa 2021: José Carlos Barros revisita um dos massacres mais trágicos de Portugal, debatendo o fim legal da escravatura e a sua efetiva abolição em As Pessoas Invisíveis.
- Prêmio LeYa 2022: Celso José da Costa exibe a educação como caminho para a liberdade, coletando episódios em que o conhecimento fomenta a construção de um sonho mais longe. A Arte de Driblar Destinos retrata um garoto que é incentivado pela professora a estudar e se tornar professor, a fim de driblar o destino que supostamente havia sido reservado a ele.
- Prêmio LeYa 2023: A obra Não Há Pássaros Aqui utiliza de temas como as relações entre pais e filhos e a solidão, em que Vitor Vidal foi induzido a investigar esconderijos e traumas de infância, profundamente influenciado pela Casa de Anne Frank.
- Prêmio LeYa 2024: Nuno Miguel Silva Duarte, pela obra Pés de Barro, ganhou o prêmio de 2024, com júri composto por Manuel Alegre, Ana Paula Tavares, Isabel Lucas, José Carlos Seabra Pereira, Josélia Aguiar e Lourenço do Rosário[21].